# Eclissi solare del 23 novembre 1946
L'eclissi solare del 23 novembre 1946 è stato un evento astronomico che ha avuto luogo il suddetto giorno attorno alle ore 17:37 UTC. Tale evento ha avuto luogo nella maggior parte del Nord America e in alcune aree circostanti. L'eclissi del 23 novembre 1946 divenne la quarta eclissi solare nel 1946 e la 109ª nel XX secolo. La precedente eclissi solare si è verificata il 29 giugno 1946, la seguente il 20 maggio 1947.
Solitamente avvengono due eclissi solari ogni anno; nel 1946 ne sono avvenute quattro, tutte eclissi solari parziali. Questa eclissi solare è stata la quarta della serie.

## Percorso e visibilità
Questa eclissi parziale era visibile in Canada centro-meridionale, nel Dominion di Terranova (ora Terranova e Labrador), nel Territorio di Alaska, ora stato americano dell'Alaska, in Groenlandia, nella maggior parte degli Stati Uniti, alle Bermuda, ai Caraibi, Azzorre, Madera, Isole Canarie occidentali.

## Eclissi correlate

### Eclissi solari 1946 - 1949
Questa eclissi è un membro di una serie semestrale. Un'eclissi in una serie semestrale di eclissi solari si ripete approssimativamente ogni 177 giorni e 4 ore (un semestre) in nodi alternati dell'orbita della Luna.